# Даная (Рембрандт)
«Дана́я» (нід. Danaë) — картина голландського художника Рембрандта Харменса ван Рейна, що була створена та зазнавала значних змін у період з 1636 по 1643 рік. За основу взятий сюжет з давньогрецької кіклічної поеми «Іліада», що приписується Гомеру (XIV). Рембрандт намалював картину у жанрі ню, що було непритаманно для голландської школи мистецтва доби бароко. Манера зображення Данаї відверто йшла в розріз із традиційною передачею цього сюжету іншими художниками. Замість того щоб зобразити вже звичну, в уяві митців, спокусливу красуню, котру закоханий Зевс обсипає золотим дощем, Рембрандт намалював малопривабливу, немолоду жінку, що завмерла в очікуванні.
Сучасні дослідження виявили, що приблизно на початку 1640-х років художник значно змінив центральну частину картини. 1985 року картина зазнала невідворотних змін, що були заподіяні психічнохворим відвідувачем, який порізав полотно ножем та виплеснув на нього сірчану кислоту. Реставраційні роботи тривали майже дванадцять років, що призвело до часткової втрати стилю ван Рейна. Сьогодні картина під інвентарним номером ГЭ-723 перебуває в будівлі Нового Ермітажу (музейний комплекс Ермітаж), що розташована в місті Санкт-Петербург та зберігається за куленепробивним склом.

## Історія

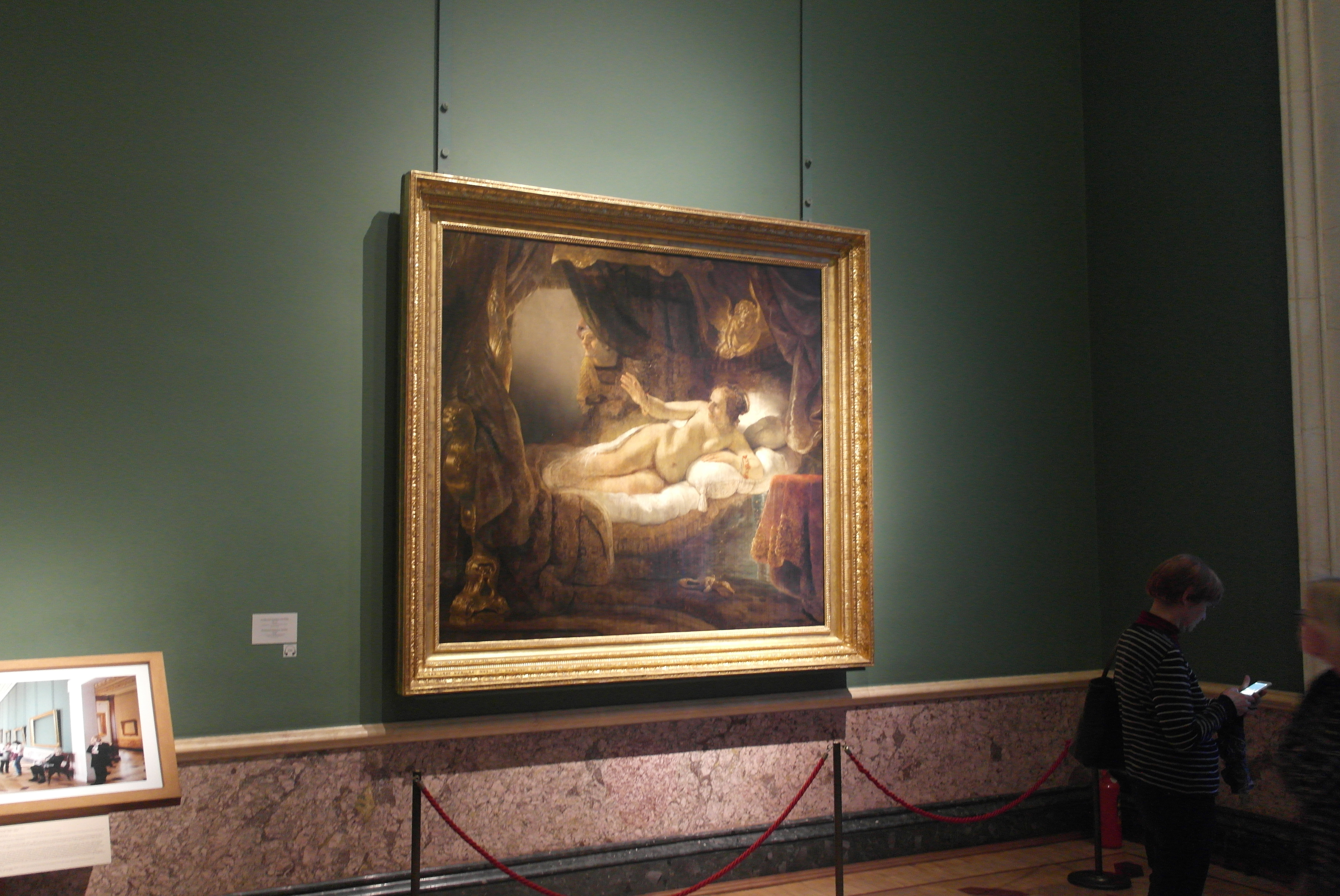
Картина «Даная» розміщена в будівлі Нового Ермітажу, зал 254

Картина «Даная» була написана в період перебування художника в Амстердамі, до якого ван Рейн переїхав після того, як облишив роботу у своїй лейденській майстерні в 1631 році. 1634 року художник узяв шлюб із Саскією ван Ейленбюрх, дочкою бургомістра міста Леувардена, отримавши таким чином доступ до широкого кола заможних замовників. Дослідники творчості ван Рейна схиляються до думки, що ця картина писалася не на замовлення, а була створена на честь дружини. Беззаперечним фактом є те, що ван Рейн досить часто звертався до послуг Саскії, як моделі, зображуючи її на своїх картинах. Картина залишалася в домі ван Рейна до 1656 року, допоки не була продана на аукціоні, спричиненому банкрутством художника.
Дослідники виявили, що картина з моменту створення в 1636 році зазнавала декількох редагувань. Це було пов'язано низкою обставин: як то вагітність дружини, почергова загибель їхніх трьох дітей, народження четвертої дитини, але разом з тим і смерть, власне, самої Саскії в 1642 році. Після цього в будинку ван Рейна з'явилася Ґерт'є Діркс, яка стала його коханкою та доглядальницею малолітнього сина художника — Тітуса ван Рейна. Вже сучасні дослідники висунули припущення, що саме Діркс стала моделлю для обличчя Данаї, яке було змінене на картині близько 1643 року.
Після того, як в 1656 році все майно Рембрандта було описане та виставлене на аукціон, картина стала одним із лотів під номером 347 та з підписом «Een groot stuck, sijnde D [i] anae». Новою власницею стала мешканка Амстердама та поціновувачка творчості ван Рейна — Клара де Валер (нід. Clara de Valaer). Після її смерті майно було описане, а картина зазначена, як «Een groot stuck schilderij van Rembrant van Rhyn synde een Dane» та виставлена на аукціон 16 жовтня 1660 року. Її придбав французький купець, фінансовий радник Людовика XIV, колоніальний власник Французької Луїзіани — Жозеф-Антуан Кроза. Подальші обставини зміни власника залишаються нез'ясованими, але полотно потрапило до одного з його синів, а саме генерал-лейтенанта, поціновувача та колекціонера мистецтв — Луї-Антуан Кроза. 1771 року «Даная» була описана разом з іншим майном француза, а вже в 1772 році з всією колекцією Кроза була викуплена. Новим, але номінальним власником став колекціонер та купець Франсуа Троншен, який за рекомендаціями Дені Дідро та князя Голіцина збирав витвори мистецтва для імператриці Катерини II. 1772 року картина з'явилася у фондах Ермітажу під інвентарним номером ГЭ-723. У I половині XIX століття картину зняли з виставки оскільки вважали, що вона була непристойною за змістом.

## Опис

### Сюжет
Згідно з давньогрецькою міфологією, Даная дочка Акрісія, царя Аргосу і Еврідіки (або Аганіппи). Згадки про неї містяться в «Іліаді» (XIV). Синів родина не мала і єдиною дитиною була донька Даная. Одного разу Акрісій звернувся до оракула для пророцтва про можливого спадкоємця, однак отримав відповідь, що сина у нього не буде, а майбутній онук узагалі його вб'є. Після цих слів наляканий цар вирішив уникнути прогнозованої смерті. Він віддав розпорядження помістити Данаю до мідної вежі, яку охороняли люті пси. Натомість, вродлива дівчина сподобалась головному з богів-олімпійців, богу грому і блискавок Зевсу. Він вдався до хитрощів і потрапив до вежі у вигляді золотого дощу. У результаті їхнього зв'язку народився хлопчик Персей.
Серед населення поширилися чутки, що Данаю спокусив її дядько Прет. Цар Акрісій наказав замкнути доньку й онука до скрині та скинути в море. Але вони залишились живими, оскільки скриню прибило до острова Серіф, де її виловив сітками рибак на ім'я Діктіс. Через багато років Даная із сином наважилася вирушити додому, щоби побачити батька Акрісія, але той, побоюючись здійснення пророцтва, утік до пеласгійського міста Лариса. Так сталось, що місцевий цар запросив Персея взяти участь в іграх. Хлопець змагався у п'ятиборстві, і кинутий ним диск, відхилившись від свого шляху по волі вітру або Богів, влучив в Акрісія, вразивши його на смерть.

### Виконання
Дослідники-мистецтвознавці, що вивчали картину, досить довгий час губилися в різних здогадах, чому схожість із Саскією на цій картині не була такою очевидною, як на інших роботах ван Рейна. Навіть стиль виконання свідчив про те, що вона мала відноситися до більш пізнього періоду його творчості. Лише в середині XX століття з появою рентгеноскопії дослідникам вдалося виявити причину невідповідності. Знімки показали, що насправді художник переписав картину вже після смерті дружини. Портрет жінки на нижньому шарі мав велику схожість із Саскією. Пізніший образ найімовірніше був списаний з коханки та годувальниці його сина Тітуса — Ґерт'є Діркс. Таким чином у картині «Даная» поєдналися образи двох близьких до ван Рейна жінок. Також у процесі дослідження стало відомо, що золотаве світло було передане за допомогою додавання до олійних фарб товченого бурштину
З моменту зміни власника та до сучасного дослідження в середині XX століття картина містила безліч нерозгаданих загадок. Дослідники та шанувальники творчості Рембрандта намагалися знайти відповіді на ряд питання. Головне серед них — чи це міфологічна Даная? Адже за стародавнім сюжетом вона мала дивитися на Зевса, який втілився в золотий дощ, а насправді її погляд був спрямований кудись вперед. Наступною загадкою стала обручка на пальці жінки та чи не пов'язана зі шлюбом вагітність, адже живіт Данаї виглядає доволі огрядним. Вважалося, що на картині зображена Саскія, вагітна другою дитиною, оскільки попередня померла у двомісячному віці. Саме тому картина виконана в передчутті радості від майбутніх пологів та сподівань, що було передано в постаті жінки, яка чекає коханого, та в очах, що мали передавати щастя. З одного боку права рука захищає її від яскравого світла, а з іншого виглядає як жест запрошення приєднатися. Сюжет картини за задумом художника мав передати сподівання пари на перемогу кохання над смертю. Остання, як згадка про втрату первістка, або ж розпач безсилля, була зображена у вигляді Ероса, що плаче над ліжком й не може допомогти Зевсу та Данаї. Лише рентгенівські дослідження допомогли відповісти на ряд запитань та виявити деякі невідомі деталі. Спочатку стегна прикривала тканина, а обличчя мало більше спільних рис із Саскією. Рембрандт радикально відходить від традиційного для стародавнього міфу зображення Зевса у вигляді золотого дощу з монет. Про його присутність жінці стає відомо через наповнення кімнати золотавим світлом. У властивій собі манері ван Рейн свідомо нехтує передачею жіночої фігури в ідеальному образі, віддаючи перевагу на користь реалістичнішої форми. Завдяки цьому рішенню художнику вдалося зобразити сцену максимально природно, щоб привернути увагу глядача до фігури Данаї й тим самим віддалити на другорядний план служницю і, власне, Зевса. Щоб вдало підкреслити постать жінки, ван Рейн використав навколо неї фарби зеленого, малинового, червоного та золотавого кольорів. Підняття правої руки до верху супроводжується почуттям сором'язливості та радості на обличчі. Рембрандт за допомогою піднятої до верху руки не тільки зосередив увагу глядача, а й вніс ясність у складну просторову та образотворчу композицію, окреслюючи в площині кордони між оголеністю та фоном, пов'язуючи різні акценти світла з гармонічним дизайном. Позолочена білизна і багато оздоблене різьбленням ліжко обвішане об'ємними оливкового кольору шовковими шторами контрастує на фоні нижньої частини ліжка, яка є бідною на деталі та виконана в синювато-зеленому тоні. Матерія, що покриває столик біля ліжка, виконана в червоному кольорі.
Спочатку художник зобразив Данаю у намисті з перлів, яке було улюбленою прикрасою Саскії. Більше того зображена жінка була прикрита ковдрою. У Саскії ніс був маленький і кирпатий, а у фінальній версії картини Даная має прямий та великий. За версією мистецтвознавця, доктора історичних наук Сергія Андронова художник зобразив два різні моменти з міфу. Спочатку Рембрандт зобразив класичну сцену, яка відображена на полотнах Тіціана і Джентилескі, де Зевс з'явився до жінки у вигляді золотого дощу. Вона зустрічає його, закинувши голову в екстазі. Через тринадцять років ван Рейн написав інший момент з міфу. Це була вже сцена прощання жінки з божеством, що залишає її. Золотий дощ закінчився й залишилося лише світло. Андронов надає пояснення жалібному обличчю Купідона — лише він один знає, що насправді Зевс вже не повернеться до жінки. Наступна загадка криється в постаті жінки на задньому плані, адже згідно з міфом до Данаї була приставлена стара служниця. Яку, між іншим, стратили за те, що не встежили за невинністю дівчини. Якщо придивитися до жінки то можна побачити, що риси її обличчя дуже схожі на чоловічі. І тим більше мають спільні риси з самим Рембрандтом. У нього навіть є автопортрет у такому ж береті. За попередніми начерками до картини чітко видно, що постать має на голові характерний для того часу жіночий очіпчик. Але на фінальній версії картини зображений улюблений головний убір художника. Іншим моментом, що звертає на себе увагу є те, що крім зв'язки ключів, «стара» тримає начебто палітру й пензлі. Хоча, звичайно, за офіційною версією в її руках — мішок. Він потрібен для збору золотих монет, що за легендою сипалися разом із золотим дощем. Таким чином, можливо Рембрандт вирішив зобразити себе поруч із власною дружиною.
Ряд мистецтвознавців взагалі висували версію, що на картині зображена вагітна жінка, про що має свідчити той факт, що в XVII столітті такі жінки носили браслети на обох руках. Саме це досить детально зобразив ван Рейн на картині.
Надалі, під час реставраційних робіт, у яскравому шарі фарби виявлено товчене скло, некольорове або слабо фарбоване. Існує декілька версій, чому художники XVII століття домішували його до фарби: по-перше, така суміш надає можливість досягти особливих оптичних властивостей, надаючи фарбі ефекту прозорості, а по-друге, такий спосіб дозволяє фарбі швидше сохнути.
Таким чином міфологічний сюжет з Данаєю характеризується психологічною глибиною. У прощальному й водночас сповненому надії русі руки жінки, адресованого Зевсові, Даная втілює мотив швидкоплинності щастя, його оманливості, краху сподівань. Згасаюче золотаве світло, що зникає за балдахіном, останніми променями осяює оголене тіло жінки, надає схвильованості та печального жалю настрою картини.

Загадка особи моделі, що позувала для образу Данаї
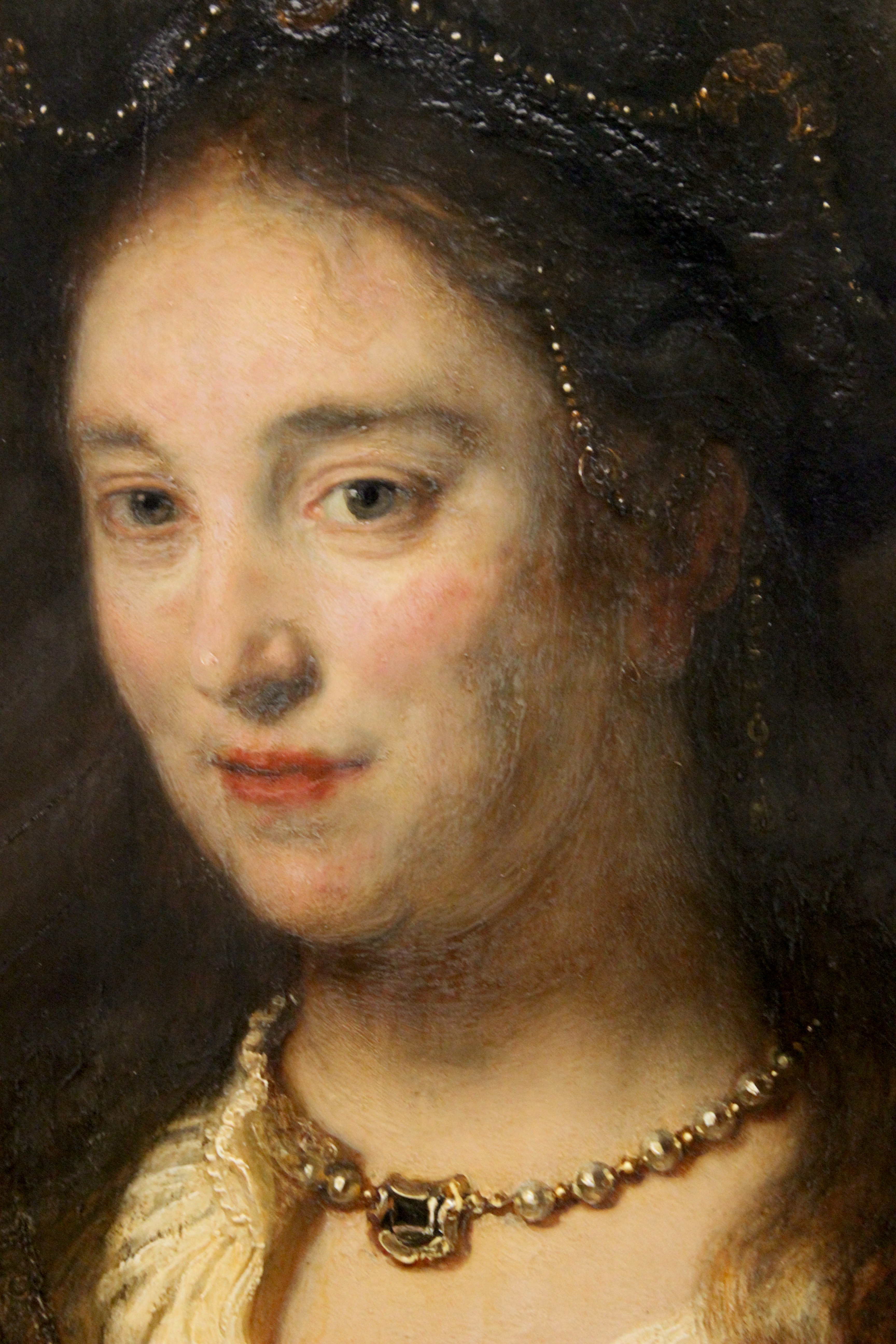
Перша дружина ван Рейна — Саскія ван Ейленбюрх
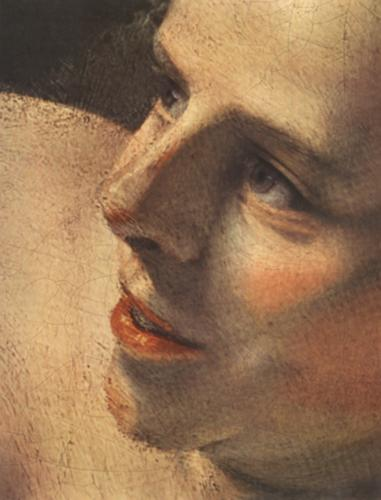
Модель в образі Данаї (фрагмент картини)
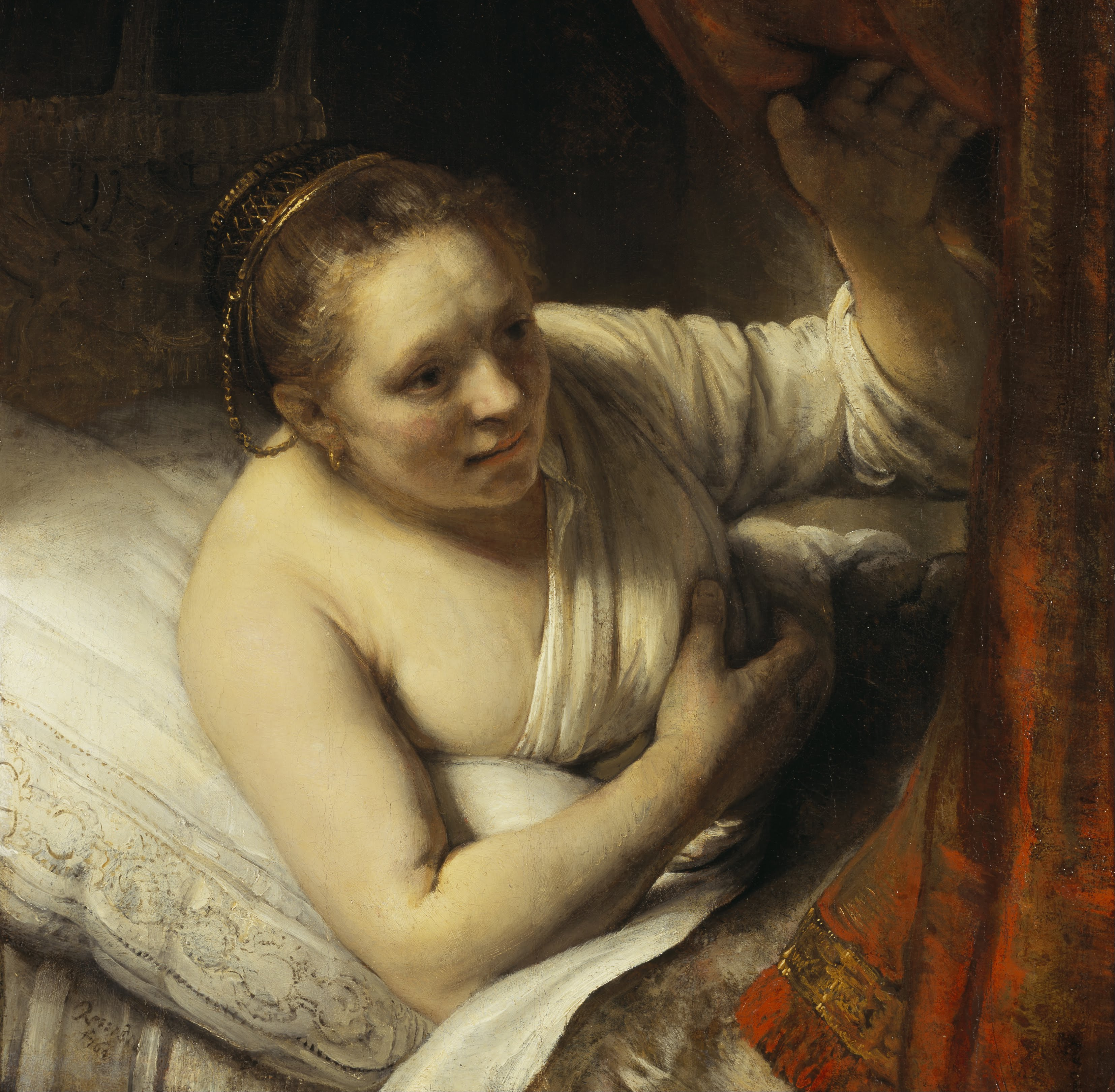
Коханка ван Рейна — Ґерт'є Діркс

### Вплив
Під час Середньовіччя міфологічна тематика була цензурована та допускалася лише в рамках копіювання деяких творів й елементів зі стін монастирів. Представники Церкви розглядали зображення оголеної жінки як прояв язичництва й, взагалі, гріховності, а їх авторів — як єретиків. Надалі художники намагалися завуальовано передавати античні сюжети та персонажі через призму християнства. Таким чином Ганімед став передвісником Івана Богослова, а Аполлон — Ісуса Христа. У цьому сенсі міфологічна історія Данаї, з огляду на її запліднення Зевсом без фізичного втручання, могла бути передана на картинах через зображення Діви Марії з її випадком непорочного зачаття. Надалі два літературні твори почали слугувати для художників, в тому числі й Рембрандта, основою для написання картин, розділивши, умовно, митців на два табори. Автором першої книги був Джованні Боккаччо, який у 1360 році видав Генеалогію поганських богів, що містила в собі тексти Аполлодора Афінського, Метаморфози Овідія та епіграми Стація. Художники та гравери послідовники цієї книги дотримувалися лінії передачі особи Данаї, як розпустної жінки, яка за гроші втрачає цноту. Служниця, яка супроводжувала Данаю збирала золоті монети, як символ оплати сексуальних послуг. До них відносилися Антоніо де Корреджо, Тіціан Вечелліо, Жиль Коррозе, Гендрік Гольціус та інші. Друга книга належала Франческо Колонні, який в 1499 році видав «Гіпнеротомахію Поліфіла». На її основі художники: Якопо Тінторетто, Рембрандт, Рубенс та інші, передавали образ Данаї, як цнотливої жінки, задля збереження незайманості якої — її було сховано до вежі. Служниця, в цьому випадку, була зображена у вигляді охоронниці незайманості Данаї, а не збирачки золотих монет.
На відміну від своїх колег, Тіціана та Артемізії Джентілескі, ван Рейн свідомо відійшов від зображення Данаї як ідеалізованого образу жінки, хоча деякі спільні риси прослідковуються. Основною відмінністю картини Рембрандта від попередників було те, що він не зобразив на картині Зевса. Традиційно падаючий золотий дощ, який художники малювали за допомогою охри, голландець, в останній версії картини, замінив золотистим світлом, що пробивається крізь балдахін
Тіціан створив ідеалізовану та гармонізовану картину, де оголена фігура жінки демонструє чуттєвість та пристрасть. Даная у виконанні Рембрандта представляє, насамперед, жінку, що лежить на привабливому ліжку, провокаційно позуючи перед глядачем. Через це ніхто не думає про неї, як про недосяжну жінку: вона демонструє своє тіло, відкидаючи простирадла, немов би запрошуючи невидиму постать приєднатися до неї в ліжку. Багато художників намагалися відтворити на своїх полотнах ідеал жіночої краси, але лише Рембрандт зобразив момент виникнення пристрасті у Данаї, а не фізичну красу.
Врешті й сама «Даная» Рембрандта мала значний вплив на художників наступних поколінь. Так, наприклад, український мистецтвознавець Костянтин Широцький вважає, що малюнок Тараса Шевченка «Сама собі в хаті господиня» (інша назва — «Сама собі в своїй господі», 1858 рік) створений під впливом саме «Данаї» Рембрандта.

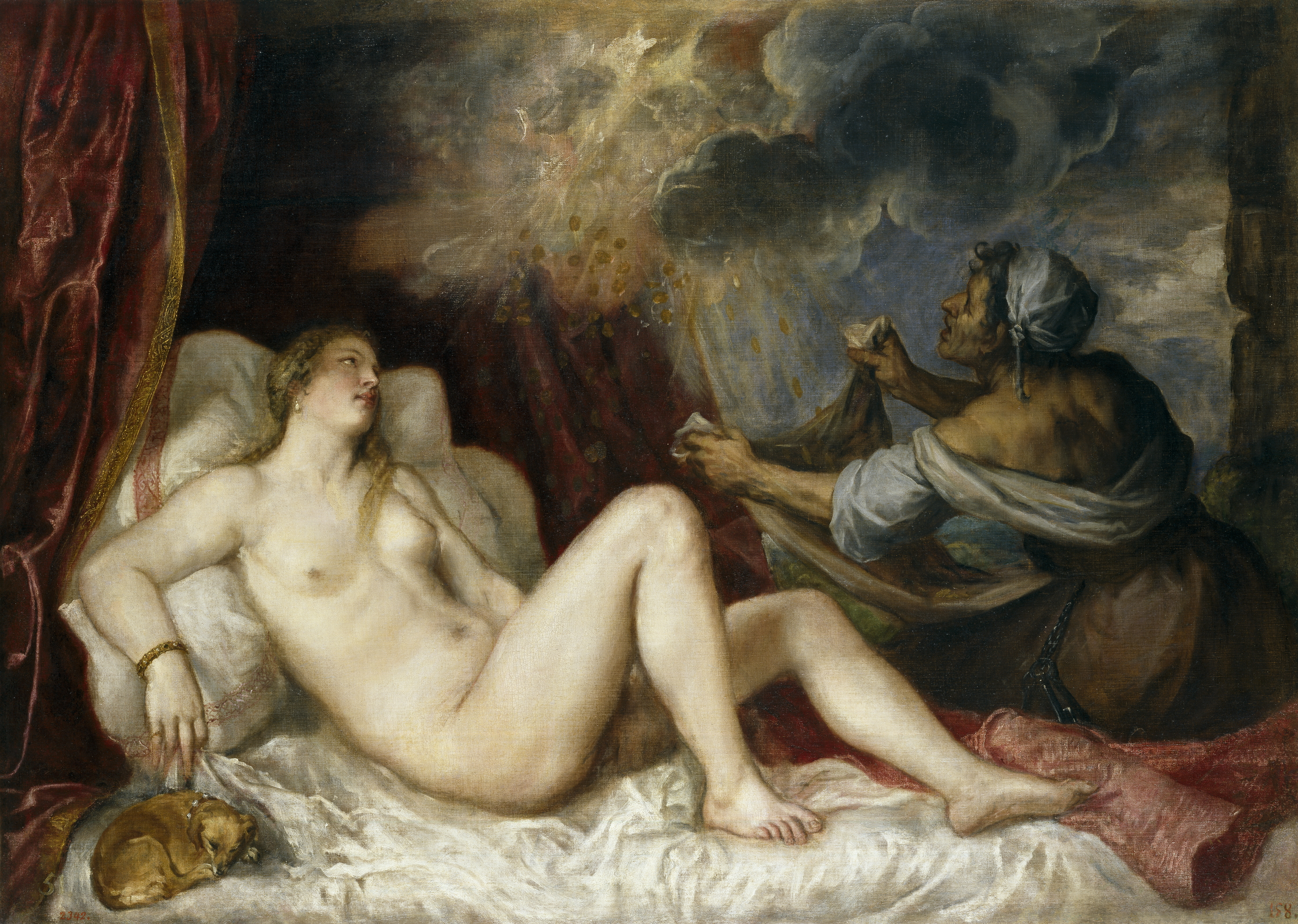
Тіціан «Даная та дощ із золота» (1560—1565)
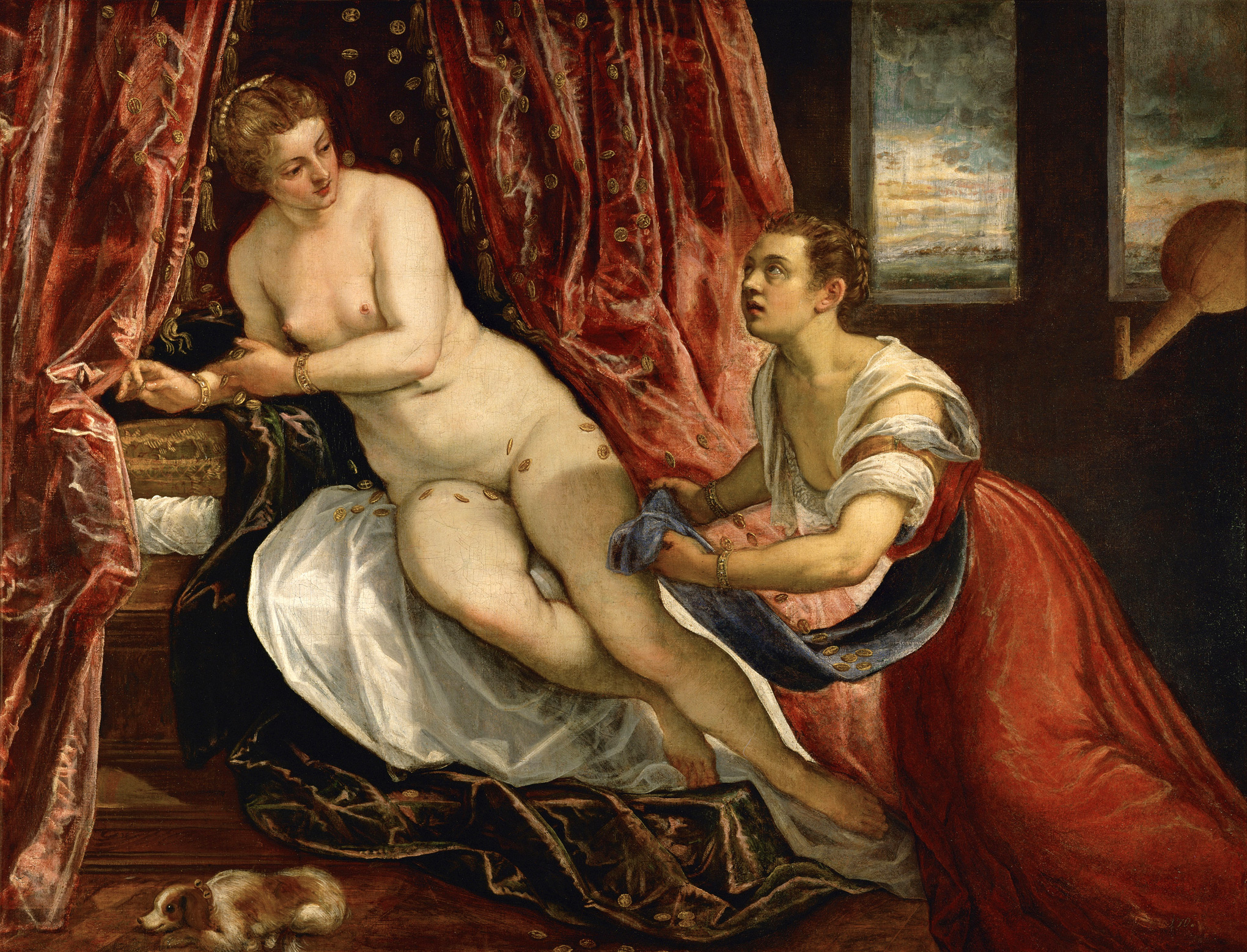
Тінторетто «Даная» (1570)
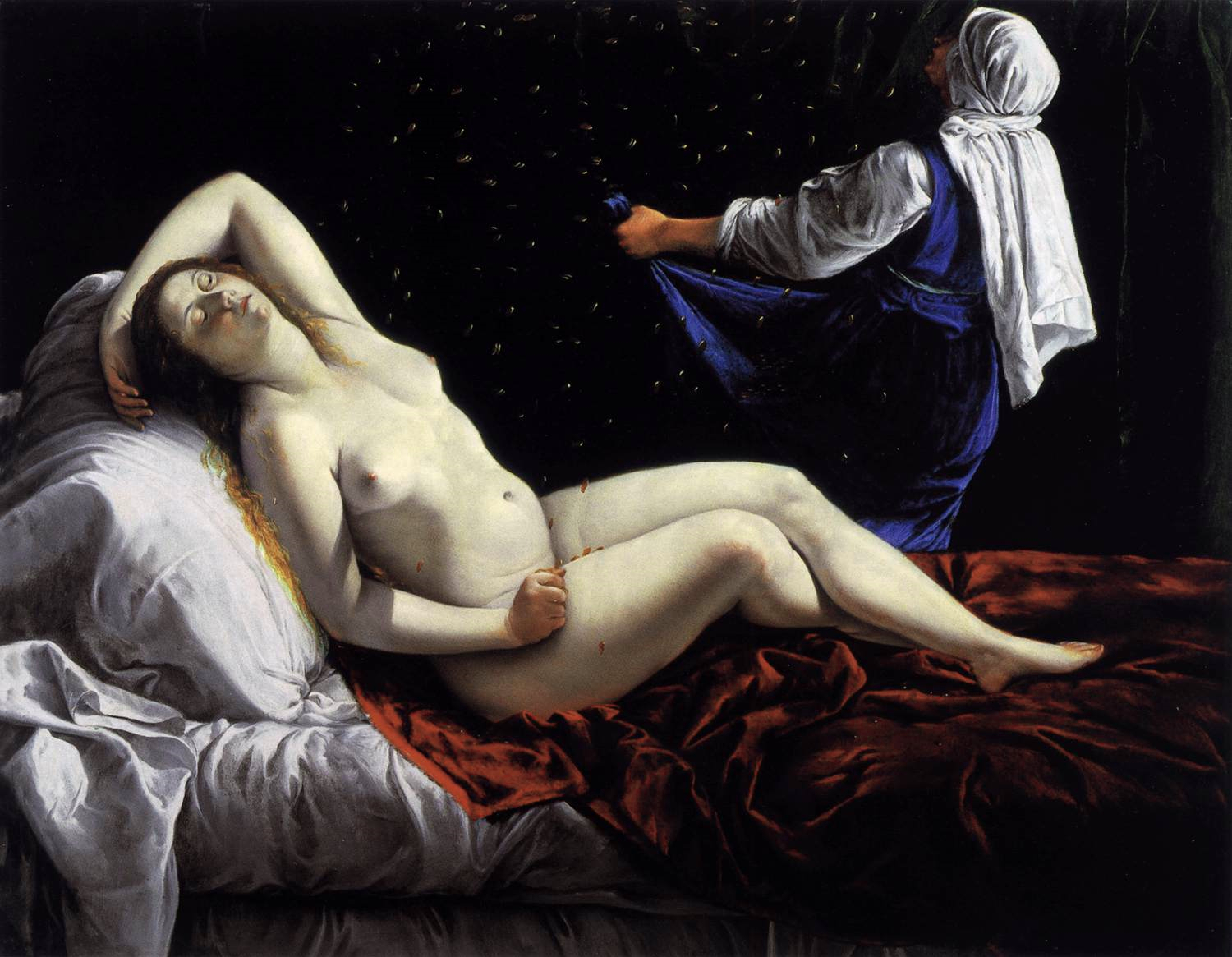
Артемізія Джентілескі «Даная» (1612)
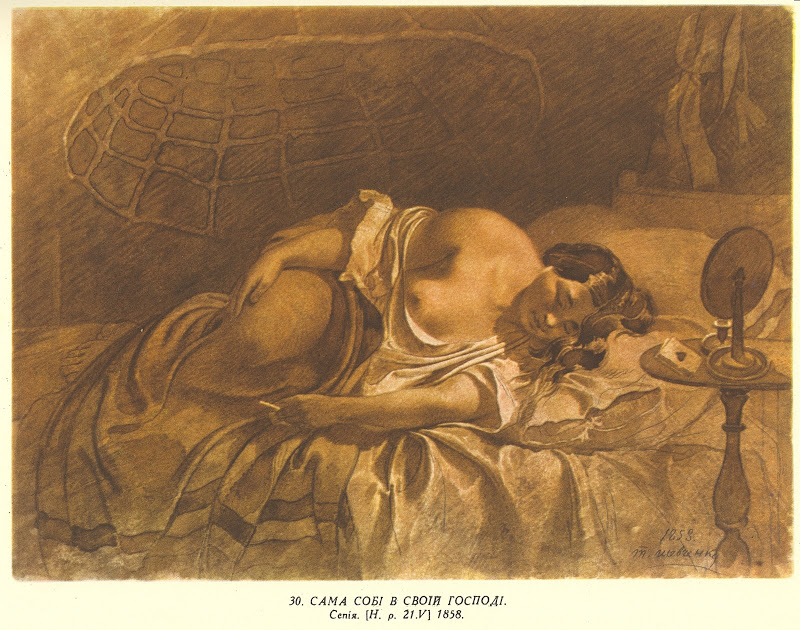
На стиль малюнка Т. Г. Шевченка «Сама собі в своїй господі» (1858) вплинула "Даная" ван Рейна

### Пошкодження та реставрація
15 червня 1985 року вдень до музею прийшов громадянин Литовської соціалістичної республіки — Броніс Майгіз. Він попрямував до залу картин Рембрандта, де запитав у берегині, яка з картин голландського митця вважається найціннішою. У відповідь він почув, що такою є «Даная», яка не продається взагалі. Після цього Майгіс попрямував до полотна, біля якого було чимало відвідувачів, та витягнув з кишені піджака ніж і вдарив кілька разів зображення, потрапивши в область стегон і живота зображеної Данаї. Після цього він дістав банку зі сірчаною кислотою та виплеснув її вміст. Після цього до нього підбіг старшина міліції Василь Клешевський, заломив руку з ножем за спину і кинув ніж вандала на підвіконня, отримавши при цьому опіки через кислоту. На допомогу йому прибіг сержант міліції Іван Жосан, який і допоміг остаточно затримати вандала. Про цей випадок одразу було повідомлено правоохоронні органи й до музею була відправлена оперативна група на чолі з Віктором Миколайовичем Єгоровим, на той час слідчим з особливо важливих справ 1-го відділення Слідчого відділу УКДБ СРСР по Ленінградській області. У Майгіза були вилучені заховані під одягом та прикріпленні до тіла два саморобних вибухових пристрої. Вони становили собою купу електропроводів, що йшли від двох пластмасових обрізків сантехнічної труби, що містили більше ніж 300 грамів амоніту. Пізніше вибухівка була знешкоджена і за цим результатом було встановлено, що у разі успішної реалізації злочинного задуму від «Данаї» нічого б не залишилося: вибух пошкодив би сусідні експонати та травмував відвідувачів й персонал Ермітажу. На допиті Майгіз розповів, що у разі відсутності в залі людей планував підірвати картину, але побачивши натовп — відмовився від цього задуму, натомість пошкодивши її за допомогою ножа та кислоти. Додатково він пояснив, що цей акт не є виразом ворожого ставлення до радянської влади, державного строю чи суспільства. Це був знак протесту проти тих медичних працівників, які протягом тривалого часу не надавали йому належної лікарської допомоги, не призначали інвалідності, щоб він міг офіційно не працювати. Через це він озлобився і став виношувати плани зробити щось неординарне, щоб привернути цим увагу громадськості й влади, які розберуться з несправедливим ставленням до його здоров'я. Такі думки переслідували його кілька років, а після того, як в газеті він прочитав, що в Ермітажі виставлено «світовий шедевр живопису — картину Рембрандта „Даная“» — вирішив знищити саме цю картину. Рішенням Дзержинського суду Ленінграда (нині — Санкт-Петербург) 26 серпня 1985 року Броніс Майгіс був визнаний неосудним на підставі встановленого діагнозу «шизофренія уповільнена» й відправлений на примусове лікування в одну з міських психіатричних лікарень. Був переведений для подальшого лікування до Литви (через крах СРСР) й незабаром був випущений на волю.
Порятунок картини Рембрандта почався відразу ж після інциденту. Протягом півтора годин полотно промивали холодною водою для нейтралізації дії кислоти. Коли хімічна реакція була зупинена, стало зрозумілим, що близько 30 % оригінального виконання втрачено назавжди. Постраждала найцінніша частина картини — жіноча фігура: кислота залиши глибокі отвори та борозни, а також перемішала фарби з лаком. Багато деталей зникли практично повністю. Спеціально створена державна комісія ухвалила рішення все ж таки відновлювати «Данаю». До роботи залучили реставраторів Євгена Никифоровича Герасимова, Олександра Рахмана, Геннадія Широкова. Основну частину науково-методичних розробок здійснювала секретар держкомісії по відновленню «Данаї», фахівець з науково-методичної частини Тетяна Альошина. До кінця 1985 року була завершена консервація полотна: укріплений барвистий шар і ґрунт, підведений новий дублікат полотна, відновлений покривний лак та ін. Потім були видалені патьоки, на пошкоджені місця накладено новий шар реставраційного ґрунту. При тонуванні полотна використовувалася техніка олійного живопису, аналогічна авторському стилю. При цьому тонування відокремлювалося від оригіналу шаром лаку, щоб в разі потреби можна було повернутися до первісного варіанта. Процес відновлення зайняв 12 років. «Даная» Рембрандта знову з'явилася перед відвідувачами Ермітажу 14 жовтня 1997 року на виставці, яка тривала близько року, були також представлені документи, фотографії та інші свідоцтва унікальної реставрації картини. Відтоді полотно демонструється в залі голландської й фламандської шкіл на другому поверсі головної будівлі Ермітажу. Для запобігання актів вандалізму картина захищена броньованим склом.
Один із реставраторів Ермітажу Олексій Брянцев відстоював думку, що єдино правильним рішенням було законсервувати картину. У такому випадку її зберегли б у тому стані, у якому вона перебувала після нападу. Він пропонував не реставрувати картину, а лише закріпити на дерев'яній поверхні й передати для зберігання в запасниках музею. А для глядачів краще виставити копію. Однак його ідею відкинули і Брянцев разом з іншими реставраторами одразу ж узялися рятувати «Данаю». Пошкоджене полотно вийняли з рами та перенесли до лабораторії, де за рекомендацією провідних ленінградських хіміків, промили у вертикальному положенні. До вечора реакція припинилася, кислоту нейтралізували. За словами Брянцева на групу реставраторів здійснювали тиск партійні органи. Працівники обкому і міськкому намагалися приховати від суспільства цю подію, а також приїжджали до Ермітажу й вимагали, щоб сліди вандалізму були непомітними та повністю усунуті. Уже до кінця 1985 року реставратори зміцнили шари фарби, відновили лак, закріпили нове полотно та провели консервацію. Наступний етап відновлення полягав у тому, щоб усунути наслідки змішання кислоти та фарби, що розтеклися по картині та залишили сліди. Загрубілі внаслідок цього шматки тканини довелося видаляти за допомогою скальпеля, але навіть це не дозволило зберегти оригінальні фарби, що знімалися разом із шаром лаку. Реставратори під керівництвом Герасимова відмовилися від ідеї знімати його, бо довелося б тонувати місця втручання скальпелем і, таким чином, утратити справжні фрагменти роботи Рембрандта. Вони також відмовилися від надісланої американськими реставраторами пасти для наведення глянцем. На цьому етапі роботи тривали понад два роки. Загалом весь процес реставрації зайняв дванадцять років.

## Відгуки
Письменник, перекладач і літературознавець Корній Іванович Чуковський, коли вперше побачив картину, описав свої враження наступним чином: «перед Данаєю я помер від захоплення. Я чув музику і мав відчуття наче вперше в житті взагалі бачу картину. Інші картини в Ермітажі гарні або погані, а ця — абсолютна, на віки вічні».
Натомість, історик мистецтв, письменник, постійний науковий співробітник Королівської Галісійської академії образотворчих мистецтв Хосе Рамон Соралуче Блонд відгукується про картину як про таку, що «не заслуговує на увагу, що існує навколо неї. Нові мазки реставраторів дали живопису світло та колір, що сильно відрізняються від стилю Рембрандта».
За переконанням австрійської вченої, історика мистецтв та співзасновниці напряму феміністичної історіографії мистецтва Даніели Гаммер-Тугендгат, картина «Даная» є «однією з найкращих робіт художника в період епохи бароко; витонченість світла, віртуозний опис та багате ліжко з балдахіном — все це свідчення досвіду Рембрандта. Він відмовився слідувати однотипній манері передачі сюжету, а натомість лише передав міфічну сцену у власній інтерпретації. Таким чином, картина демонструє власну й оригінальну концепцію художника, у якій Рембрандт зображає Данаю, як просто сексуально привабливу жінку, яка не є ні святою, ні грішною, ні жертвою, ні спокусницею».
Кандидат архітектури, доцент Єрошкіна Олена Олександрівна у своїй книзі «Епоха бароко» вважає, що в картині «Даная» відображена «вся живописна майстерність й характерний для творчості Рембрандта у 1630-ті роки зеленкувато-золотавий колорит, реалізований тут у повному обсязі. За відчуттям життя у відтворенні тіла, у жестах, в експресивності обличчя вона надзвичайно яскраво демонструє реалізм художньої концепції майстра, у ту пору його творчого розвитку».
Латвійський мистецтвознавець, професор, що спеціалізувався на західноєвропейському мистецтві, зокрема на мистецтві Італії та Голландії Борис Робертович Віппер наголошував, що картина «Даная» має "грубий, навіть брутальний характер, що було зумовлено високим горизонтом композиції, який підкреслює емоційний відтінок фігури, що підпорядковується простору та настрою пейзажу й інтер'єру.
Французький письменник, аналітик та художник Ежен Фромантен, характеризуючи картину, зауважив, що «фізичну красу Рембрандт зумів замінити духовним виразом».
Досить емоційно прокоментував процес реставрації та саму картину доктор історичних наук, професор, директор Ермітажу Михайло Борисович Піотровський: «Побачивши її вперше в процесі реставрації, я не міг стримати сліз, бо це вже була інша „Даная“. Але чим довше спостерігав за її поверненням до життя, тим сильніше переконувався, що все одно це приголомшлива картина, все одно геніальний хист Рембрандта все ще видно. Взагалі картинам властиво старіти. „Даная“ змінилася більше ніж інші. Однак для наших нащадків саме ця, врятована „Даная“, буде справжньою, а епопею порятунку вони спокійно сприймуть, лише як частину її біографії».